# Edmund Stainl
Edmund Stainl (26. Juli 1846 in Wien – nach 1901) war ein österreichischer Theaterschauspieler, -intendant, Komiker und Sänger.

## Leben
Stainl, Sohn eines k.k. österreichischen Militärsyndikus, nahm Unterricht beim Comparseriedirektor des Burgtheaters und fand Engagement in Posen, kam 1868 nach Pest, wo er als „Hieronymus“ in Mönch und Soldat und „Jupiter“ im Orpheus debütierte, 1870 ging er nach Graz, 1876 nach Regensburg, 1877 nach Köln, 1878 nach Basel, 1879 bis 1892 war er in Straßburg am Theater an der Wien, wirkte ferner in Magdeburg, acht Jahre am Stuttgart-Berg-Operettentheater, übernahm 1900 die Direktion des Stadttheaters in Bern, die er jedoch nach einem Jahr wieder aufgab.
Stainl wirkte als erster Gesangskomiker in Operette und Posse und zeigte in seinen Darstellungen auf den ersten Blick den gewiegten Schauspieler.
„Sigmund“ in Methusalem, „Gefängnisdirektor Frank“, „Izzet Pascha“, „Lambertuccio“ in Boccaccio, „Thimofe“ im Kleinen Herzog, „Oberst Ollendorf“ etc. waren höchst wirkungsvolle Leistungen. Seine vis comica (Lustigkeit), sein hübscher Gesangsvortrag sowie seine gute Laune waren Eigenschaften, die er bestens zu verwerten verstand.